# Arco do Cinquentenário

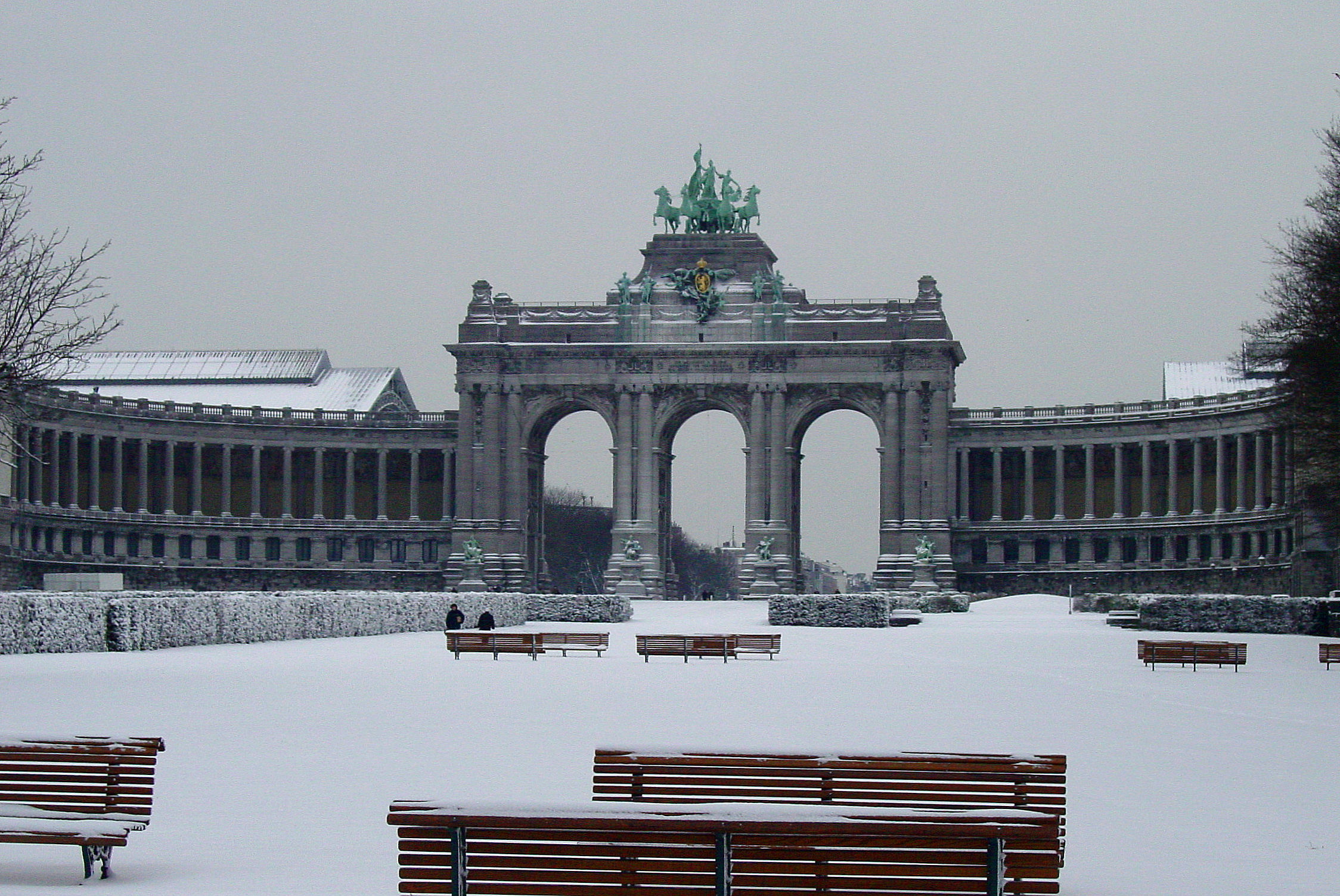
Arco do Triunfo (Bruxelas).

Arco do Triunfo ou Arcadas do Cinquentenário (em francês:  Arcades du Cinquantenaire) é um monumento  erigido em Bruxelas, no Parque Cinquentenário, para comemorar os cinquenta anos da independência da Bélgica.
As arcadas foram construídas por iniciativa do rei Leopoldo II e projectadas pelo arquitecto Gédéon Bordiau
Por cima do arco central pode-se ver uma estátua equestre construída pelos arquitectos Thomas Vinçotte e Jules Lagae.